# انتروسل
انتروسل (انگلیسی: Enterocele) بیرون‌زدگی روده کوچک و صفاق به درون کانال واژن است. این عارضه را می‌توان به صورت ترانس‌واژینال (از درون کانال واژن) یا از طریق لاپاروسکوپی ترمیم کرد.
انتروسل ممکن است سبب انسداد راست‌روده شود که به صورت علائم انسداد مدفوع خود را نشان می‌دهد. انتروسل می‌تواند پس از درمان سرطان‌های زنانه ایجاد شود.